# خائن مورد نظر ما
خائن مورد نظر ما (به انگلیسی: Our Kind of Traitor) فیلمی در ژانر جاسوسی و هیجان انگیز به کارگردانی سوزانا وایت و نوشته شده توسط حسین امینی با اقتباس از رمانی با همین نام نوشتهژان لو کره است. بازیگران این فیلم یوان مک‌گرگور، نائومی هریس، استلان اسکارشگورد ،دیمین لوئیس و آلیسیا فون ریتبرگ هستند. این فیلم در ۱۳ مارس ۲۰۱۶ توسط لاینز گیت در بریتانیا منتشر شد.

## خلاصه داستان
مردی که برای روس‌ها پول‌شویی می‌کند از زن و شوهری که برای تعطیلات به مراکش آمده‌اند درخواست می‌کند تا مدارک جرم را به دست یک مأمور سازمان MI6 برسانند…

## بازیگران
- یوان مک‌گرگور در نقش پرگین «پری» میکپیس
- استلان اسکارشگورد در نقش دیما
- دیمین لوئیس در نقش هکتور
- نائومی هریس در نقش گیل پرکینز
- خالد عبدالله در نقش لوک
- ولیبور توپیچ در نقش امیلیو دل ارو
- آلیسیا فون ریتبرگ در نقش ناتاشا
- مارک گیتیس در نقش بیلی متلک
- مارک استنلی در نقش الی
- جرمی نورثام در نقش اوبری لانگریگ
- گرگوری دبریگین در نقش شاهزاده
- مارک اراوک در نقش آندره
- کاوتیا الیزارووا در نقش کاتیا
- کریستین براسینگتون در نقش وزیر کابینه
- پاوو شایدا در نقش قاتل چشم آبی
- الک اوتگف در نقش نیکی

## تولید
در ۲۶ مارس ۲۰۱۴ فیلم‌برداری اصلی در مکان‌هایی مانند لندن و حومه آن، فنلاند، برن، پاریس، فرانسه و مراکش آغاز شد.

## انتشار
- در نوامبر ۲۰۱۵، لاینز گیت قرارداد توزیع این فیلم را بست.
- در بریتانیا: ۱۳ مه ۲۰۱۶
- در ایالات متحده آمریکا: ۱ ژوئیه ۲۰۱۶